# آرته پوورا
آرته پوورا (به ایتالیایی: Arte Povera) (تلفظ [ˈarte ˈpɔːvera]؛ به معنای: هنر فقیر) یک جنبش هنری بود که بین پایان دهۀ ۱۹۶۰ و آغاز دهۀ ۱۹۷۰ میلادی در شهرهای بزرگ ایتالیا و بالاتر از همه در تورین رخ داد. شهرهای دیگری که جنبش در آن‌ها نیز اهمیت داشت میلان، رم، جنوآ، ونیز، ناپل و بولونیا هستند. این اصطلاح توسط منتقد هنری ایتالیایی «جرمانو چلانت» در سال ۱۹۶۷ میلادی ابداع شد و در طول دورۀ تحولات در پایان دهۀ ۱۹۶۰ میلادی در ایتالیا معرفی شد، زمانی که هنرمندان موضعی رادیکال اتخاذ کردند. هنرمندان شروع به حمله به ارزش‌های نهادهای مستقر دولت، صنعت و فرهنگ کردند.
برخی از اولین نمایشگاه‌های هنرمندان مرتبط با آرته پوورا در گالری کریستین استاین در تورین برگزار شد که توسط مارگریتا استاین اداره می‌شد. نمایشگاه «ایم اسپاتسیو» (فضای افکار) که توسط چلانت مدیریت و در گالری لا برتسکا در جنوا، ایتالیا، از سپتامبر تا اکتبر ۱۹۶۷ میلادی برگزار شد، اغلب به عنوان نقطۀ آغاز رسمی آرته پوورا در نظر گرفته می‌شود. چلانت که یکی از حامیان اصلی آرته پوورا شد، دو نمایشگاه در سال‌های ۱۹۶۷ و ۱۹۶۸ میلادی ترتیب داد و به دنبال آن کتاب تأثیرگذاری توسط الکتا در سال ۱۹۸۵ میلادی به نام «داستان‌ها و قهرمانان آرته پوورا / آرته پوورا» منتشر شد، که ترویج مفهوم هنری انقلابی، عاری از قرارداد، قدرت ساختار، و بازار را ترویج می‌کرد.
اگرچه چلانت سعی کرد عناصر رادیکال کل صحنۀ بین‌المللی را در بر بگیرد، اما این اصطلاح به درستی بر روی گروهی از هنرمندان ایتالیایی متمرکز بود که با هنری از مواد و سبک غیر متعارف به ذهنیت شرکتی حمله کردند. چهره‌های کلیدی که از نزدیک با جنبش مرتبط بودند عبارتند از: جیووانی آنسلمو، آلیگیرو بوئتی، انریکو کاستلانی، پیر پائولو کالتسولاری، لوچیانو فابرو، جانیس کونلیس، ماریو مرتس، ماریسا مرتس، جولیو پائولینی، پینو پاسکالی، جوزپه پنونه، میکل‌آنجلو پیستلتو، امیلیو پرینی و ژیلبرتو زوریو. آن‌ها اغلب از اشیاء یافت‌شده در آثار خود استفاده می‌کردند. دیگر شارحان اولیۀ تغییرات رادیکال در هنرهای تجسمی شامل هنرمندان پروتو آرته پوورا: آنتونی تاپی‌یس و جنبش داو آل ست، آلبرتو بوری، پیرو مانزونی، و لوچیو فونتانا و فضایی‌گرایی هستند. دلال آثار هنری ایلینا سونابند از قهرمانان جنبش بود.